# Linan divaricatus
Linan divaricatus – gatunek chrząszcza z rodziny kusakowatych i podrodziny marników. Występuje endemicznie w Chinach.
Gatunek ten opisali po raz pierwszy w 2018 roku Zhang Yuqing, Li Lizhen i Yin Ziwei na łamach ZooKeys. Jako miejsce typowe wskazano górę Wugong Shan w powiecie Luxi, w chińskiej prowincji Jiangxi. Holotyp zdeponowano w Zbiorze Owadów Shanghai Shifan Daxue.
Chrząszcz ten osiąga od 2,74 do 2,82 mm długości i od 0,87 do 0,9 mm szerokości ciała. Głowa jest dłuższa niż szeroka. Oczy złożone buduje u samca około 30 omatidiów. Czułki buduje jedenaście członów, z których trzy ostatnie są powiększone, a u samca ponadto człony dziewiąty i dziesiąty są silnie zmodyfikowane. Przedplecze jest trochę dłuższe niż szersze. Pokrywy są znacznie szersze niż dłuższe. Zapiersie (metawentryt) u samców ma szerokie i w widoku bocznym na wierzchołku rozdwojone wyrostki. Odnóża przedniej pary mają niezmodyfikowane krętarze i uda oraz po niewielkim kolcu na goleniach. Odnóża pary środkowej mają po drobnym kolcu na spodzie krętarzy. Tylna para odnóży ma niezmodyfikowane krętarze i uda. Genitalia samca mają symetryczny i spiczasto zwieńczony płat środkowy edeagusa oraz pośrodku silnie dobrzusznie odgięte, a na wierzchołku zawężone paramery.
Owad ten jest endemitem Chin, znanym z tylko kilku lokalizacji w powiecie Luxi w prowincji Jiangxi. Spotykany był na rzędnych od 1000 do 1580 m n.p.m. Zasiedla ściółkę w lasach mieszanych.